# Taiwanostethus
Taiwanostethus is een geslacht van kevers uit de familie  
kniptorren (Elateridae).
Het geslacht is voor het eerst wetenschappelijk beschreven in 1994 door Kishii.

## Soorten
Het geslacht omvat de volgende soort:
- Taiwanostethus tanidai Kishii, 1994